# Hauser (Oregon)
Hauser (korábban North Slough) az Amerikai Egyesült Államok északnyugati részén, Oregon állam Coos megyéjében, a U.S. Route 101 mentén elhelyezkedő önkormányzat nélküli település.
Mivel a korábbi nevet alkalmatlannak találták, a település felvette Eric V. Hauser vasútépítő nevét. A posta 1915 és 1957 között működött.
1884-ben Charles D. McFarlin itt hozta létre a nyugati part első tőzegáfonya-ültetvényét. Itt van a Central Oregon and Pacific Railroad vasútvonalának egy állomása.

## Fordítás
- Ez a szócikk részben vagy egészben  a   Hauser, Oregon című angol Wikipédia-szócikk ezen változatának fordításán alapul.  Az eredeti cikk szerkesztőit annak laptörténete sorolja fel. Ez a jelzés csupán a megfogalmazás eredetét és a szerzői jogokat jelzi, nem szolgál a cikkben szereplő információk forrásmegjelöléseként.